# Kleiner Steinberg (Kaufunger Wald)
Der Kleine Steinberg im Kaufunger Wald ist ein 541,9 m ü. NHN hoher Berg im Stadtgebiet von Hann. Münden im südniedersächsischen Landkreis Göttingen.

## Geographie

### Lage
Der Kleine Steinberg liegt im Nordteil des Kaufunger Waldes im Süden des Naturparks Münden. Er befindet sich im äußeren Südzipfel des Stadtgebiets von Hann. Münden, rund 6,7 km südsüdöstlich von deren Altstadt, und etwa 3,5 km (je Luftlinie) nordöstlich von Nienhagen, einem östlichen Ortsteil von Staufenberg. Westlich und nördlich unterhalb des Gipfels liegen die Steinbergseen.
Rund 1 km südsüdöstlich seiner bewaldeten Kuppe befindet sich der fast gleich hohe aber wuchtigere Große Steinberg (541,8 m) und 1,4 km südöstlich der Steinbergskopf (ca. 532 m), der östlich der Grenze zu Nordhessen liegt. Beide Steinberge (so heißen Kleiner und Großer Steinberg im Volksmund), die sich im Rahmen ihrer Gipfel jeweils wenige Hundert Meter westlich dieser Grenze befinden, sind nicht zu verwechseln mit dem etwa 11 km südöstlich im Geo-Naturpark Frau-Holle-Land (Werratal.Meißner.Kaufunger Wald) nahe dem nordhessischen Großalmerode gelegenen Steinberg (ca. 585 m).

### Naturräumliche Zuordnung
Der Kleine Steinberg gehört im Osthessischen Bergland und in dessen Haupteinheit Fulda-Werra-Bergland (Nr. 357) zum Naturraum Kaufunger Wald-Hochfläche (Vorderer Kaufunger Wald) (357.71), aber mit seiner Ostflanke auch zum Naturraum Hinterer Kaufunger Wald (357.72); die Grenze beider zum Kaufunger Wald und Söhre (357.7) gehörenden Naturräume verläuft etwa entlang jener zu Nordhessen.

### Historische Kulturlandschaft
Der Kleine Steinberg liegt innerhalb der 1,3 km² großen historischen Kulturlandschaft Hühnerfeld und Steinberg, die von landesweiter Bedeutung ist. Diese Zuordnung zu den Kulturlandschaften in Niedersachsen hat der Niedersächsische Landesbetrieb für Wasserwirtschaft, Küsten- und Naturschutz (NLWKN) 2018 getroffen. Ein besonderer, rechtlich verbindlicher Schutzstatus ist mit der Klassifizierung nicht verbunden.

## Geschichte
Der Kleine Steinberg ist ein Basaltkegel, dessen Gesteine vor Jahrmillionen die Buntsandsteinplatte des Kaufunger Walds durchbrachen. Innerhalb der harten Bergkuppe überdauerte neben anderen Bodenschätzen auch Braunkohle, die neben Basalt abgebaut wurde. Insbesondere am Kleinen Steinberg – aber auch am Steinbergskopf und teils auch am Großen Steinberg – wurde in großem Stil seit 1736 und bis 1961 Bergbau betrieben, so dass ein weiträumiges Abbaugebiet entstand. Den Beginn machte Carl Friedrich von Hanstein, Drost des hannoverschen Amts Münden, der 1736 mit einem versteinten Gebirgsrevier belehnt wurde, wo er Braunkohle, Torf und Alaunton zu gewinnen beabsichtigte. Zwischen dem Großen und dem Kleinen Steinberg ließ er neben Ton- und Sandgruben eine Alaunhütte und dann 1738 auch eine Fabrik zur Herstellung von Töpfereiwaren und Ziegeln errichten. 1741 folgte noch eine Fayencefabrik, die aber schon 1753 nach Münden verlegt wurde.
Über die Kohlenstraße und insbesondere über die sogenannte Seilbahnschneise wurden die Abbaumaterialien in Richtung Norden nach Hann. Münden transportiert. Durch diese fast völlig gerade angelegte Schneise verlief die etwa 6 km lange Steinberg-Drahtseilbahn, die von 1893 bis 1894 erbaut wurde und bis 1931 stündlich etwa 30 Tonnen Material transportieren konnte. Sie endete nahe der Eisenbahnbrücke, die in Hann. Münden über das Tal der Werra führt. Übrig geblieben sind davon noch ein paar im Wald versteckte Fundamente.
Im ehemaligen Direktionshaus der Zeche Steinberg, das etwa 600 m südwestlich des Gipfels des Kleinen Steinbergs steht, befindet sich seit 1956 das Jugendwaldheim Steinberg, das heute Waldpädagogikzentrum Göttingen – Haus Steinberg heißt. Dort wurden auch ein Arboretum und eine Wetterstation errichtet. Seit 2004 befindet sich nahe dem Waldpädagogikzentrum das Mittelalterliche Dorf Steinrode als außerschulischer Lernort. In den einstigen Tagebaugruben bildeten sich nach dem Ende des Bergbaus mehrere kleine Seen, die Steinbergseen. Zwei gleichnamige Seen gibt es auch am Steinberg.

## Verkehrsanbindung
Der Kleine Steinberg ist zum Beispiel über die an der knapp 4 km (Luftlinie) westlich verlaufenden Bundesautobahn 7 an der Anschlussstelle Hann. Münden/Lutterberg beginnende Kreisstraße 222 und über die von dieser noch vor Sichelnstein abzweigende Nebenstraße, die vorbei am Hühnerfeld durch den Kaufunger Wald führt, zu erreichen. Letztere trifft auf die Kohlenstraße, auf der man nicht nur zu den Steinbergen, sondern unter anderem auch nach Südosten zum Naturfreundehaus Steinberg und nach Nordwesten zum Hühnerfeldberg gelangt.